# Yoann Djidonou
Yoann Djidonou (Domont, 17 de maio de 1986), é um futebolista nascido na França e naturalizado beninense que atua como goleiro. 

## Carreira
Nascido em Domont, França, Djidonou atuou em diversos clubes de Paris, Racing Paris, L'Entente, Red Star Paris, FC Libourne, Racing Paris e FC Mulhouse.

## Seleção Beninense
Djidonou fez sua estreia pela Seleção Beninense de Futebol em 2007, atuando na Campeonato Africano das Nações em 2008 e 2010. Ele também tem atuado pela seleção nas Eliminatórias para a Copa do Mundo da FIFA.